# Exocentrus fisheri
Exocentrus fisheri là một loài bọ cánh cứng trong họ Cerambycidae.